# Krasnaia Poleana
Krasnaia Poleana (în rusă Красная Поляна) este o localitate urbană componentă a orașului Soci din regiunea Krasnodar, Rusia. Aflată în zona de munte, Krasnaia Poleana avea 4.598 de locuitori la recensământul din 2010, în creștere față de 3.969 (recensământul din 2002) și față de 3.300 (recensământul din 1989).
Krasnaia Poleana se întinde pe o distanță de 40 de kilometri pe coasta de nord-est a Mării Negre iar pe valea râiului Mzymta, se apropie de o altitudine de 600 m. Aflându-se la o distanță mică de Soci, această stațiune a fost aleasă ca loc de desfășurare a probelor sportive „outdoor” în cadrul Jocurilor Olimpice de iarnă din 2014.
Stațiunea oferă o priveliște a Munților Caucaz ce depășesc 2.000 de m altitudine și se află la o distanță de 60 de km de centrul orașului Soci (pe șosea) și la 40 de km distanță prin Aeroportul Internațional Soci-Adler. Regiunea s-a confruntat cu multe probleme legate de transportul în comun. Așadar, pentru a le diminua, s-a înființat Linia de metrou „Sochi Light” care asigură legătura dintre regiune, centrul orașului Soci și Parcul Olimpic. Krasnaia Poleana este acum și o destinație turistică având multe magazine, hoteluri și restaurante.

## Galerie foto

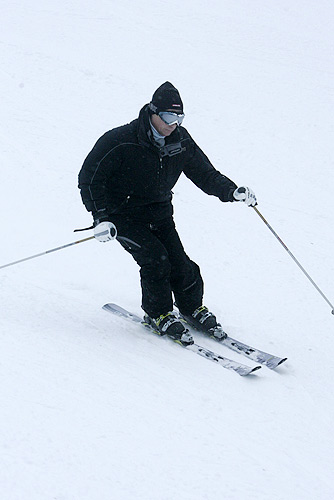
Președintele Rusiei, Vladimir Putin, la schi
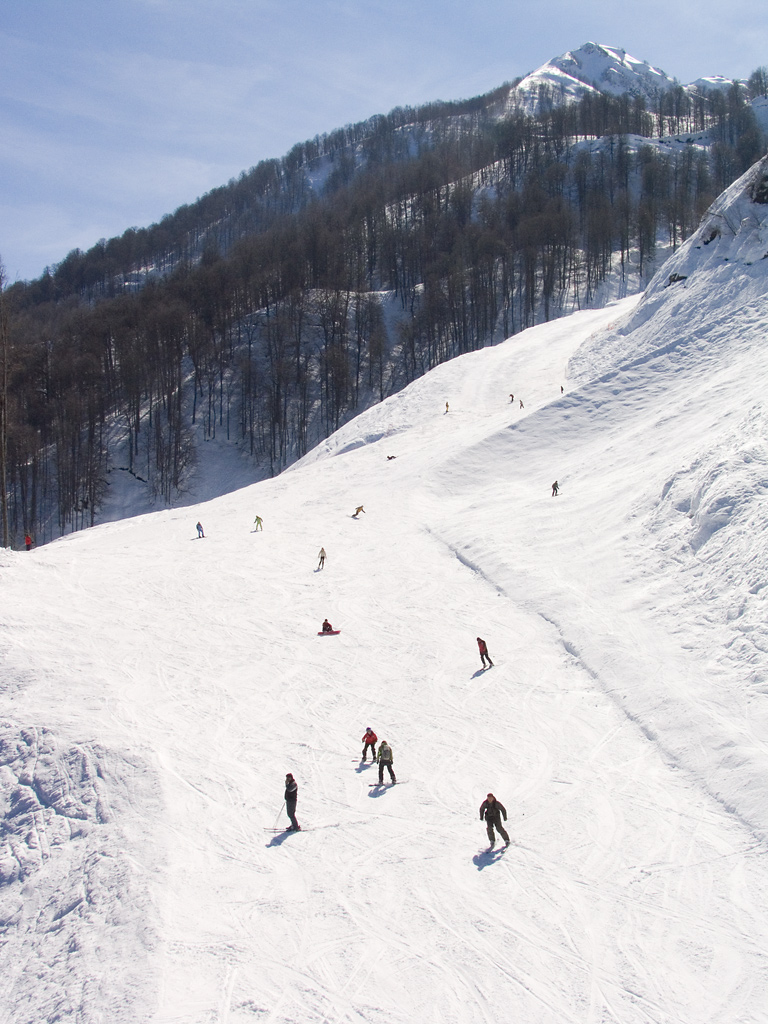
Pârtie la Krasnaia Poleana
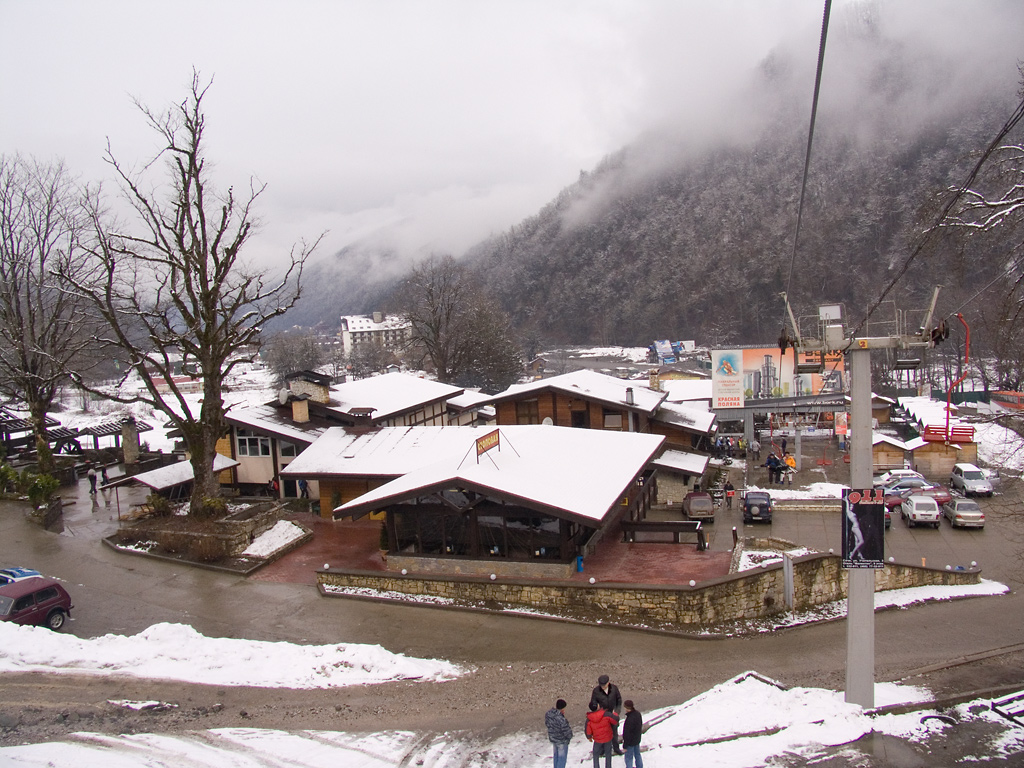
Baza stației de telescaune
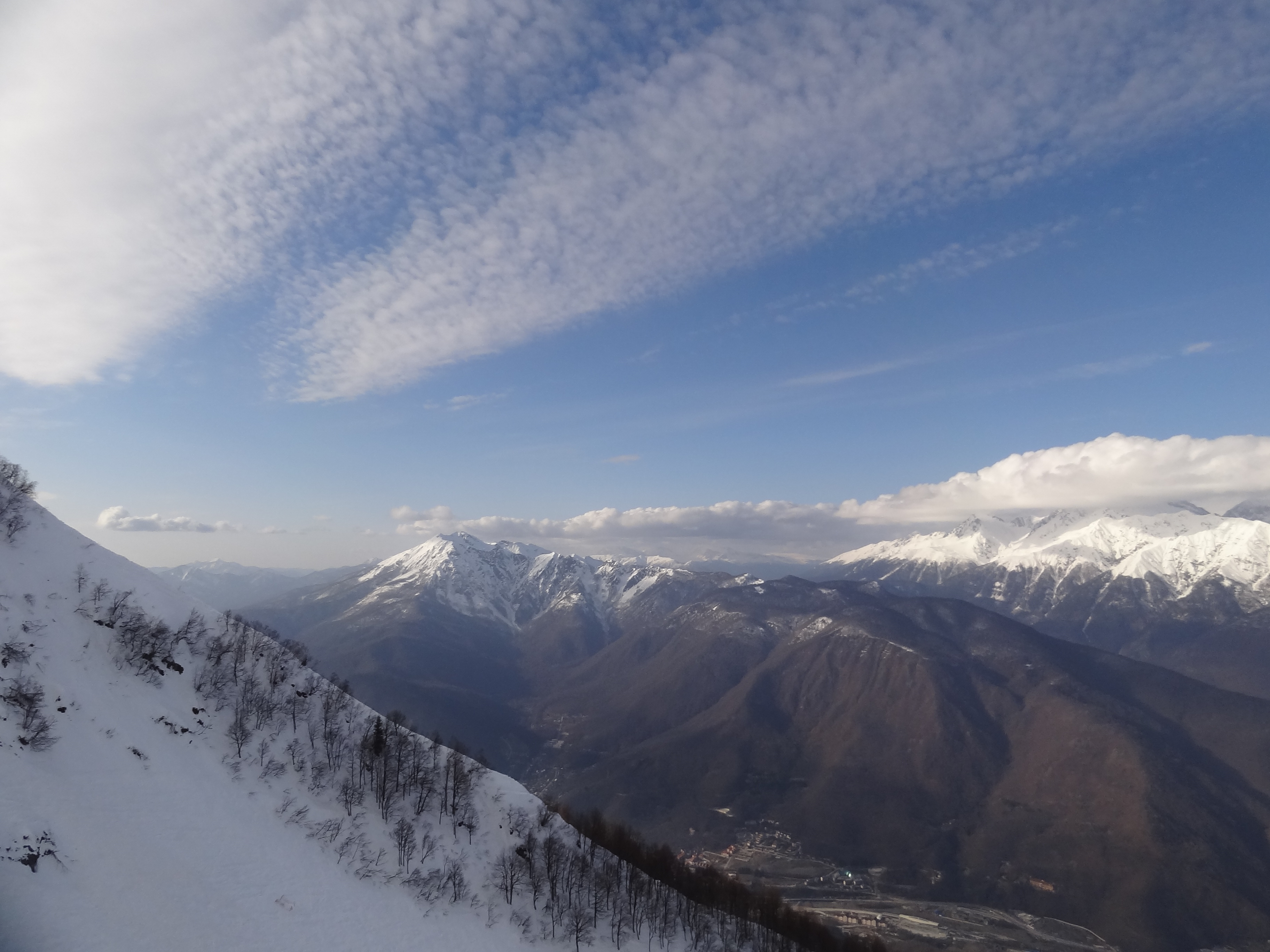
Vedere a M-ților Caucaz
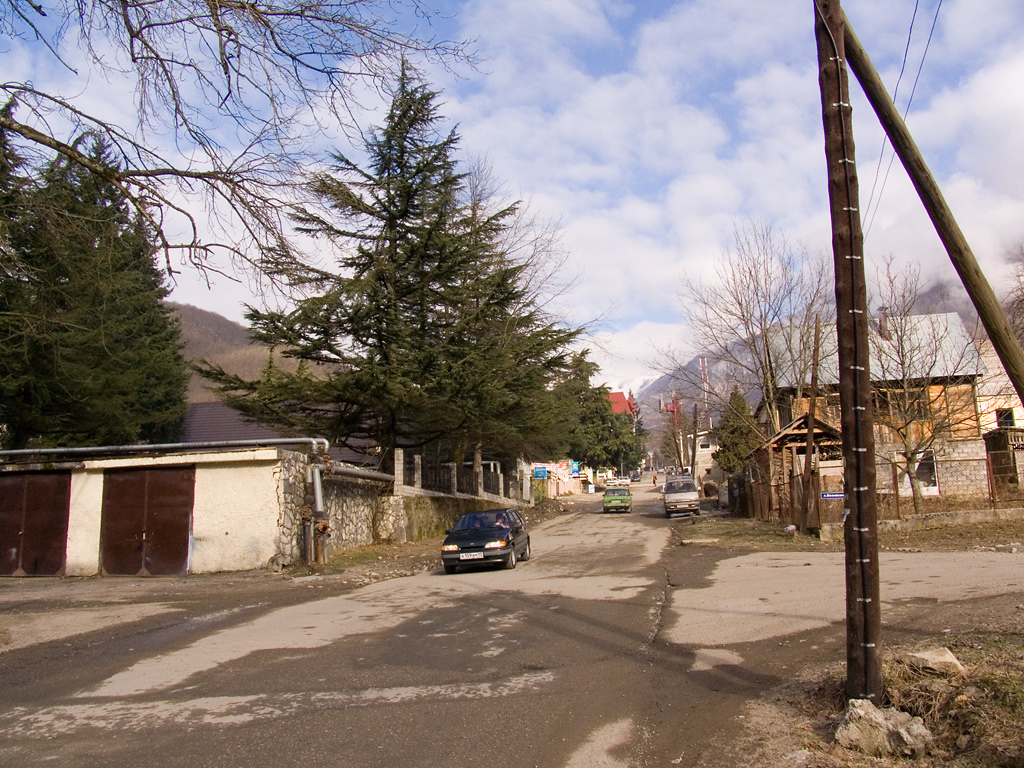
Stradă din centrul orașului
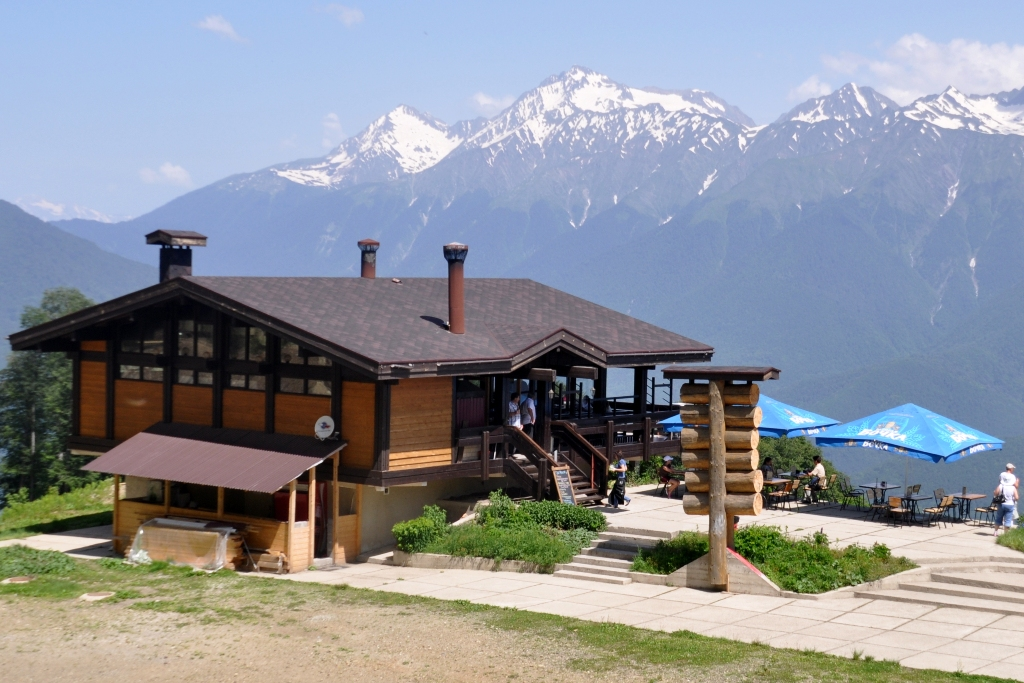
Stațiunea pe timp de vară
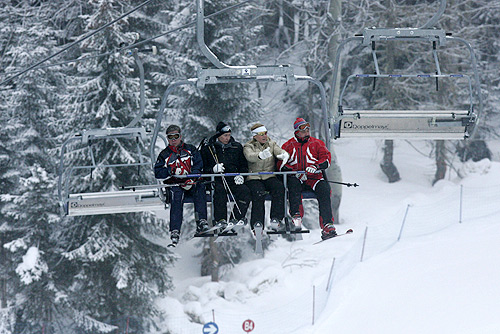
Vizita Președintelui